# Mikko Koivu
Mikko Koivu (n. 12 martie 1983, Åbo, Finlanda) este un jucător de hochei pe gheață ce a reprezentat Finlanda, medaliat olimpic. A participat la 2 ediții ale Jocurilor Olimpice (2006, 2010) în care a câștigat o medalie de argint și o medalie de bronz.